# 沈炯
沈炯（504年—562年），字禮明，吳興郡武康縣（今浙江省湖州市德清县）人，南梁、西魏、南陳官员。
梁武帝天監三年（504）生。沈炯的祖父沈瑀是南梁尋陽郡太守；父親沈續是王府記室參軍。沈炯年少才智出眾，為時人所重，最初任官王國常侍，改任尚書左民侍郎，外任吳縣縣令。侯景之亂時，吳郡太守袁君正支援京師，委派沈炯代理郡事。到京城失守，侯景部將宋子仙佔據吳興，遣派使者徵召他擔任書記；他藉詞說生病推卻，宋子仙聽後很生氣，命人殺死他。沈炯脫去衣服準備斬首，但被路邊桑樹阻礙，就改到其他地方處決，突然獲救。宋子仙愛才，最後都逼令他掌管書記。後來宋子仙被王僧辯擊敗，王僧辯早聽聞沈炯的才華，在軍中買起他，賣他的人獲得鐵錢十萬，於是王僧辯的軍事文書都出自他手中。到梁簡文帝遇害，地方官員向江陵上表勸進，王僧辯吩咐沈炯寫作表書，文筆通順，其他作品都及不上。
陳霸先南下，和王僧辯在白茅灣會合登壇設盟，沈炯為他們寫盟約。及後侯景東奔到吳郡，俘虜他的妻子虞氏和兒子沈行簡，一同殺害，沈炯的弟弟帶著他的母親逃脫。平定侯景後，梁元帝憐憫他的妻兒遇害，特封他為原鄉縣侯，食邑五百戶。王僧辯出任司徒，任用他為從事中郎，之後梁元帝徵任為給事黃門侍郎，領尚書左丞。西魏奪取荊州，他被俘虜，唯西魏人禮遇他，授官儀同三司。沈炯因為母親在江東，經常思念南梁，害怕西魏人愛惜他的文才留住，於是閉門謝客，不和別人交往；寫作文章後立刻丟掉，不准流傳。他曾獨自行經漢武帝的通天臺，寫下思鄉的文章上奏。付奏後，當晚沈炯夢見有皇帝居所，守衛森嚴，他就詳細說明心事，有人說：「很不捨得讓你走，不知道何時能再見面。」幾天之後，他和王克等人就被放回南梁，紹泰二年（556年）回到建康，除授司農卿，遷官御史中丞。
陳霸先受禪建立南陳，加沈炯為通直散騎常侍，仍然任職御史中丞；他以母親年紀老邁而上辭官養老，但朝廷不准。當初，陳霸先曾稱沈炯適宜輔助君主，軍國大政都讓他參與籌劃，繼位的陳文帝也重用他，打算讓他尊榮顯貴。永定三年（559年）適逢王琳侵犯大雷，留異割據東部，文帝欲給沈炯立功，就解任他中丞職務，加號明威將軍，送還家鄉聚集部眾。天嘉三年（562年），因病在吳中去世，享年五十九歲。文帝聽聞後即日辦理喪事，并遣使者拜祭，贈侍中，諡恭子，有文集二十卷傳世。

## 引用
1. ↑  《陈书校勘记·卷十九·列传第十三·一》：沈炯字礼明　“礼明”南史作“初明”。王鸣盛十七史商榷引何焯说，云作“礼明”是。
2. ↑  《南史校勘记·卷六十九·列传第五十九·一》：沈炯字初明　“初明”陈书作“礼明”。王鸣盛十七史商榷六四引何焯说，以为当作礼明。
3. 1 2  《陳書·卷十九·列傳第十三》：沈炯字禮明，吳興武康人也。祖瑀，梁尋陽太守。父續，王府記室參軍。炯少有雋才，為當時所重。釋褐王國常侍，遷為尚書左民侍郎，出為吳令。侯景之難，吳郡太守袁君正入援京師，以炯監郡。京城陷，景將宋子仙據吳興，遣使召炯，委以書記之任。炯固辭以疾，子仙怒，命斬之。炯解衣將就戮，礙於路間桑樹，乃更牽往他所，或遽救之，僅而獲免。子仙愛其才，終逼之令掌書記。及子仙為王僧辯所敗，僧辯素聞其名，於軍中購得之，酬所獲者鐵錢十萬，自是羽檄軍書皆出於炯。及簡文遇害，四方岳牧皆上表於江陵勸進，僧辯令炯製表，其文甚工，當時莫有逮者。
4. 1 2  《南史·卷六十九·列傳第五十九》：沈炯字初明，吳興武康人也。祖瑀，梁尋陽太守。父續，王府記室參軍。炯少有俊才，為當時所重。仕梁為尚書左戶侍郎、吳令。侯景之難，吳郡太守袁君正入援建鄴，以炯監郡。台城陷，景將宋子仙據吳興，使召炯，方委以書記，炯辭以疾，子仙怒，命斬之。炯解衣將就戮，礙于路間桑樹，乃更牽往他所，或救之，僅而獲免。子仙愛其才，終逼之令掌書記。及子仙敗，王僧辯素聞其名，軍中購得之，酬所獲者錢十萬，自是羽檄軍書，皆出於炯。及簡文遇害，四方嶽牧上表勸進，僧辯令炯製錶，當時莫有逮者。
5. ↑  《陳書·卷十九·列傳第十三》：及子仙為王僧辯所敗，僧辯素聞其名，於軍中購得之，酬所獲者鐵錢十萬，自是羽檄軍書皆出於炯。及簡文遇害，四方岳牧皆上表於江陵勸進，僧辯令炯製表，其文甚工，當時莫有逮者。
6. ↑  《南史·卷六十九·列傳第五十九》：及子仙敗，王僧辯素聞其名，軍中購得之，酬所獲者錢十萬，自是羽檄軍書，皆出於炯。及簡文遇害，四方嶽牧上表勸進，僧辯令炯製錶，當時莫有逮者。
7. ↑  《陳書·卷十九·列傳第十三》：高祖南下，與僧辯會于白茅灣，登壇設盟，炯為其文。及侯景東奔至吳郡，獲炯妻虞氏，子行簡，並殺之，炯弟攜其母逃而獲免。侯景平，梁元帝愍其妻子嬰戮，特封原鄉縣侯，邑五百戶。僧辯為司徒，以炯為從事中郎。梁元帝徵為給事黃門侍郎，領尚書左丞。
8. ↑  《南史·卷六十九·列傳第五十九》：陳武帝南下，與僧辯會白茅灣，登壇設盟，炯為其文。及景東奔，至吳郡，獲炯妻虞氏及子行簡，並殺之，炯弟攜其母逃免。侯景平，梁元帝湣其妻子儿女嬰戮，特封原鄉侯。僧辯為司徒，以炯為從事中郎。梁元帝徵為給事黃門侍郎，領尚書左丞。
9. ↑  《陳書·卷十九·列傳第十三》：荊州陷，為西魏所虜，魏人甚禮之，授炯儀同三司。炯以母老在東，恆思歸國，恐魏人愛其文才而留之，恆閉門卻掃，無所交遊。時有文章，隨即棄毀，不令流布。嘗獨行經漢武通天臺，為表奏之，陳己思歸之意。……奏訖，其夜炯夢見有宮禁之所，兵衛甚嚴，炯便以情事陳訴，聞有人言：「甚不惜放卿還，幾時可至。」少日，便與王克等並獲東歸。紹泰二年至都，除司農卿，遷御史中丞。
10. ↑  《南史·卷六十九·列傳第五十九》：魏克荊州，被虜，甚見禮遇，授儀同三司。以母在東，恒思歸國，恐以文才被留，閉門卻掃，無所交接。時有文章，隨即棄毀，不令流布。嘗獨行經漢武通天台，為表奏之，陳己思鄉之意。……奏訖，其夜夢有宮禁之所，兵衛甚嚴，炯便以情事陳訴。聞有人言：「甚不惜放卿還，幾時可至。」少日，便與王克等並獲東歸。曆司農卿，御史中丞。
11. ↑  陈寅恪《读〈哀江南赋〉》称沈炯卒于永定三年（559年）。刘师知《侍中沈府君序集》:“今乃撰西还所著文章，名为《后集》。”《中古文学史料丛考》卷四“沈炯集卷数”条云:“以刘序观之，似《后集》即炯卒后刘师知所编。”天嘉二年十二月，留異擁據東境，天嘉三年三月，“破留異于桃枝城”。《侍中沈府君集序》一文應作於陈文帝天嘉三年。
12. ↑  《陳書·卷十九·列傳第十三》：“高祖受禪，加通直散騎常侍，中丞如故。以母老表請歸養，詔不許。初，高祖嘗稱炯宜居王佐，軍國大政，多預謀謨，文帝又重其才用，欲寵貴之。會王琳入寇大雷，留異擁據東境，帝欲使炯因是立功，乃解中丞，加明威將軍，遣還鄉里，收合徒眾。以疾卒于吳中，時年五十九。文帝聞之，即日舉哀，并遣弔祭，贈侍中，諡曰恭子。有集二十卷行於世。”《南史·卷六十九·列傳第五十九》：“陳武帝受禪，加通直散騎常侍。表求歸養，詔不許。文帝嗣位，又表求去，詔答曰：‘當敕所由，相迎尊累，使卿公私無廢也。’初，武帝嘗稱炯宜居王佐，軍國大政，多預謀謨。文帝又重其才，欲寵貴之。會王琳入寇大雷，留異擁據東境，帝欲使炯因是立功，乃解中丞，加明威將軍，遣還鄉里，收徒眾。以疾卒于吳中，贈侍中，諡恭子。有集二十卷行於世。”

## 延伸阅读
[在维基数据编辑]
 在维基文库阅读此作者作品
 《陳書·卷19》，出自姚思廉《陳書》
 《南史·卷69》，出自李延壽《南史》